# Pseudocatolaccus
Pseudocatolaccus is een geslacht van vliesvleugeligen uit de familie Pteromalidae. De wetenschappelijke naam van dit geslacht is voor het eerst geldig gepubliceerd in 1908 door Masi.

## Soorten
Het geslacht Pseudocatolaccus omvat de volgende soorten:
- Pseudocatolaccus aragonensis Askew, 2001
- Pseudocatolaccus arcuatus Dzhanokmen, 1979
- Pseudocatolaccus bouceki Sureshan, 2007
- Pseudocatolaccus digitariae Risbec, 1960
- Pseudocatolaccus guizoti (Girault, 1917)
- Pseudocatolaccus malgacinus Risbec, 1952
- Pseudocatolaccus nitescens (Walker, 1834)
- Pseudocatolaccus nuperus Narendran, 2011
- Pseudocatolaccus philippiae Risbec, 1960
- Pseudocatolaccus psiadiae Risbec, 1960
- Pseudocatolaccus sayatamabae Ishii, 1950
- Pseudocatolaccus tamabae Ishii, 1950
- Pseudocatolaccus transcaucasicus Dzhanokmen & Herthevtzian, 1990
- Pseudocatolaccus transversus Dzhanokmen, 1979